# Mads Mørch
Mads Mørch (15 luglio 1969) è un ex sciatore alpino norvegese.

## Biografia
Mørch, specialista delle prove tecniche originario di Oslo, ottenne l'unico piazzamento in Coppa del Mondo l'11 gennaio 1994 a Hinterstoder in slalom gigante (28º); prese per l'ultima volta il via in Coppa Europa il 29 gennaio 1995 a Bischofswiesen nella medesima specialità (53º) e si ritirò all'inizio della stagione 1995-1996: la sua ultima gara fu uno slalom gigante FIS disputato il 19 dicembre a Hemsedal. Non prese parte a rassegne olimpiche o iridate.

## Palmarès

### Coppa del Mondo
- Miglior piazzamento in classifica generale: 143º nel 1994

### Campionati norvegesi
- 2 medaglie (dati dalla stagione 1992-1993):
  -  1 argento (slalom speciale nel 1993)
  -  1 bronzo (slalom gigante nel 1993)[senza fonte]